# Rete tranviaria di Bydgoszcz
La rete tranviaria di Bydgoszcz è la rete tranviaria che serve la città polacca di Bydgoszcz, composta da nove linee.